# 女皇の聖戦
『女皇の聖戦』（じょこうのせいせん）は、吉田親司によって2011年に書かれた架空戦記。『女皇の帝国』シリーズの第二部。英独戦争を軸としたヨーロッパ方面の戦争を描いた作品。『女皇の帝国』完結後に朝日新聞出版より打診を受け、移籍した上で執筆された。

## あらすじ
日ソ戦争終結から1年を迎え、大日本帝国は徐々に復興の兆しを見せ始めていた。しかし、「ソ連の敗北」という事態は、ヨーロッパにおける列強のパワー・バランスを大きく崩してしまい、ヨーロッパは戦争前夜の様相を呈していた。
そんな中、「東洋のプリンセス」桃園宮那子内親王が、「婿探し」と称する訪欧を発表した。日本奪還の英雄として、那子の元には各国の王室から結婚話が大量に舞い込んでいた。しかし、それは表向きの理由であり、那子はヨーロッパに平和をもたらす使者としての役割が期待されていた。その目的を果たすため、那子はソ連のトロツキー、ドイツのヒトラーと相次ぎ会談した。トロツキーからは良い返事をもらえたものの、ヒトラーからは、彼が婿候補として擁立したクルト王子との結婚を迫られるだけで、何らの言質も得られなかった。
しかし、会談の裏でヒトラーは戦争の準備を進め、外交カードとして那子の身を狙っていた。危険を察知した那子は護衛の東山薫子と共にドイツを脱出し、ドーバー海峡において皇室御召艦〈銀河〉と合流した。だが、既にドーバー海峡の空はドイツ空軍の大部隊によって埋め尽くされていた。ドイツによる英本土上陸作戦「ゼーレーベ作戦」が発動された。
戦争を防ぐことが出来なかったことを嘆く那子だったが、彼女は自らに課せられた「平和の使者」としての使命を果たすべく、戦争を終わらせるため、再び艦隊の指揮を執ることになった。

## 登場人物

### 大日本帝国
桃園宮 那子内親王（とうえんのみや なこないしんのう）
年齢 - 17歳
階級 - 海軍名誉元帥
本作のヒロイン。皇室の内親王。日ソ戦争において国土奪還を果たした英雄であり、その名声は不動のものとなっている。その名声にあやかろうとするヨーロッパ各国の政府からは、王室との結婚話を数多く持ち掛けられている。国益を守るために政略結婚の道具となる覚悟はあるが、「愛する男性との結婚」という夢を捨て切れておらず、薫子に「身体の成長に心が追いついていない」と言われている。
ヨーロッパの戦争勃発を防ぐため「婿探し」と称した訪欧を決行。暴発寸前のドイツを封じ込めるため、独ソに併合されたポーランドの独立を画策する。次いで対英戦争に踏み切ろうとするヒトラーに翻意を促したものの決裂し、「ゼーレーベ作戦」の発動を許してしまう。戦争勃発後は早期終結を果たすべく再び陣頭に立ち指揮を執る。
東山 薫子（ひがしやま かおるこ）
那子の侍従頭を務める女性。酔八仙拳の達人。旧姓「東雲」。
従弟の東山紀彦と結婚。夫を深く愛しており、そのことで那子にからかわれることが多くなった。自由奔放な那子には相変わらず手を焼いている。那子の訪欧後に結婚式を挙げ、そのまま那子を追い渡欧。以降は那子と共に行動している。
黒磯 真澄（くろいそ ますみ）
階級 - 海軍中尉
駒条宮澪子のボディーガードを務めていた男装の麗人。薫子の元同僚。
本作では海軍軍令部第三部第八課に所属しており、来日する各国の提督たちと接触している。那子の遣欧旅団に同行する。
波木 小桜（なみき こざくら）
階級 - 皇宮警察巡査部長
前作でソ連軍の洗脳を受け那子の命を狙った"ナコ・シスターズ"の一員。「償いの機会を与えよう」という那子の計らいで再び那子の護衛を務める。
ドイツ・ザールブリュッケン城に軟禁されていた那子を救出に向かい、ヴィシー・フランス軍に銃撃され負傷する。イギリス・ウィンザー城攻防戦では弟・一郎太と共闘する。
駒条宮 澪子（くじょうのみや みこ）
『女皇の帝国外伝』のヒロイン。駒条宮公爵家の令嬢で、那子とは縁戚関係にある。
本作では政治学を学ぶためアメリカ・ハーバード大学に留学している。しかし「実践の方が学べる」と授業を放り出し、ヨーロッパで諜報活動に従事している。父・公衝からは大学に戻るよう催促されているが、全く意に介していない。
東山 紀彦（ひがしやま のりひこ）
階級 - 陸軍中佐
日ソ戦争でK部隊指揮官として活躍した陸軍軍人。薫子の従弟。
薫子と結婚式を挙げた後、渡欧。ザールブリュッケン城で那子を救出したのを皮切りに、ウィンザー城・ポーランド・ベルリンを転戦する。
黛 治夫（まゆずみ はるお）
階級 - 海軍大佐
皇室御召艦〈銀河〉艦長。損傷が激しい〈銀河〉の改装を行うため、艤装員長として一年間アメリカに滞在していた。
那子と合流するため渡欧、そのままドイツ艦隊との戦闘に参加する。
橋本 以行（はしもと もちゆき）
年齢 - 33歳
階級 - 海軍中佐
原子力潜水艦〈弩101潜〉艦長。"サムライ"の風格を感じさせる軍人。
南雲 忠一（なぐも ちゅういち）
階級 - 海軍大将
前作でソ連軍の洗脳を受け那子の命を狙った海軍軍人。責任を感じ自決を口にするも、那子に「生きて償いをせよ」と命じられ、海軍に在籍し続けている。
遣欧艦隊司令長官としてヨーロッパに派遣され、各国の艦隊のまとめ役をしている。
猪口 敏平（いのぐち としひら）
階級 - 海軍大佐
遣欧艦隊旗艦・戦艦〈大和〉艦長。ヒトラーの逃亡経路を断つため、ウィルヘルムスハーフェンへの艦砲射撃を敢行する。
山本 五十六（やまもと いそろく）
前作に登場した連合艦隊司令長官。本作では海軍を退役し、首相に就任している。
佐藤 尚武（さとう なおたけ）
駐ソ大使。過去にポーランド公使も経験しており、ヨーロッパ情勢に詳しい。ソ連を訪問した那子を出迎えた。
大島 浩（おおしま ひろし）
駐独大使。ヒトラーに心酔しているため情報収集を怠っており、那子に「外交官失格」と酷評されている。

### ドイツ第三帝国
アドルフ・ヒトラー
総統。ヨーロッパに君臨する独裁者。暗殺を恐れ、影武者を大勢用意している。冷徹な策略家であり、迅速な行動・方針決定で領土を拡大してきた。表面上は紳士的だが感情の起伏が激しく、相手に有無を言わせず思い通りに意志を押し通そうとする凶暴性を孕んでいる。
那子の名声を利用しようとクルト王子を擁立し、対英開戦をちらつかせ結婚を迫るも、交渉は平行線を辿る。脅迫として英レーダー基地へのV1号ミサイル攻撃を敢行するも、逆に日本軍によるミサイル攻撃を受け失敗。日米の参戦を恐れ「ゼーレーベ作戦」を発動。対英戦争を強行する。
クルト・フリードリッヒ・ヴィルヘルム
年齢 - 11歳
元ドイツ皇太子ヴィルヘルム・フォン・プロイセンの息子。最後のドイツ皇帝ヴィルヘルム2世の孫に当たる。ただし私生児であり、公式には存在を認められていない。ザールブリュッケンにあるザールブリュッケン城で暮らしている。帝王学を学び、幼いながらも聡明さを見せており、ヒトラーからも将来を期待されている。その一方、好奇心旺盛で何にでも関わりたがるなど、年齢相応の無邪気さも垣間見せる。
ヒトラーによって那子の婿候補に擁立される。那子のドイツ脱出に付いて行き、そのまま行動を共にする。婿として那子の身を気遣うなど、心優しい少年である。
オットー・マイスナー
ワイマール時代に大統領府長官として三人の大統領に仕えた政治家。
自らを「歴史の間に埋没した男」と自嘲しており、現在は名ばかりの国務大臣としてザールブリュッケン城でクルト王子の教育係を務め、彼を可愛がっている。結婚話が破談になった場合の王子の身を案じており、また「結婚が実現すれば戦争を止める」というヒトラーの言葉を純粋に信じ、結婚を実現させるために那子を城内に軟禁し脅迫するという非常手段に打って出る。
カール・トップ
年齢 - 48歳
階級 - 海軍大佐
戦艦〈フリードリッヒ・デア・グロッセ〉艦長。第一次世界大戦ではUボート乗りとして従軍し、戦後は海軍再建に尽力した。
欧州合同使節艦隊の一員として訪日。ドイツに絶対の忠誠を誓っており、同盟国のイタリアやヴィシー・フランスを「負け犬」と見下している。接触した黒磯からは「少しは骨がある男」と評価されている。
ハインツ・グデーリアン
階級 - 陸軍上級大将
フランス戦役で活躍した電撃戦の専門家。「ゼーレーベ作戦」では上陸軍司令官としてロンドン攻略の任に就く。
オットー・スコルツェニー
階級 - 武装SS大尉
『女皇の帝国外伝』に登場した武装SSの将校。
「ゼーレーベ作戦」では第二降下猟兵混成特務旅団"クローネ"の指揮官として参加。ウィンザー城攻防戦の現場指揮官としてエリザベス王女の捕縛を図る。
カール・ラドル
階級 - 武装SS大尉
ウィーン大学時代のスコルツェニーの同窓生。その縁でスコルツェニーの副官となった。
ヘルマン・B・ラムケ
年齢 - 54歳
階級 - 降下猟兵中将
常に最前線で戦うことを信条としており、部下たちからは畏敬の念を込め「パパ」と呼ばれている。第一空軍武装猟兵旅団の指揮官として「ゼーレーベ作戦」に参加。エリザベス2世の拉致を目的としてエディンバラ城攻防戦を展開する。
オットー・チリアックス
階級 - 海軍大将
大海艦隊第一戦艦部隊司令官。緻密な計算の下に作戦を遂行する慎重派の軍人。厳しい性格から、部下たちには「意地悪な皇帝」と陰口を叩かれている。北海海上で英本国艦隊と戦う。
エルンスト・リンデマン
階級 - 海軍大佐
第一戦艦部隊旗艦・戦艦〈グロス・ドイッチェラント〉艦長。
オスカー・クメッツ
階級 - 海軍中将
第一突撃機動艦隊司令官。ノルウェー戦役でノルウェー王室の捕縛に失敗した屈辱を晴らすため、エディンバラ城攻防戦に意欲を燃やす。
ヴェルナー・エールハルト
階級 - 海軍大佐
第一突撃機動艦隊旗艦・空母〈グラフ・ツェッペリン〉艦長。
ヨハネス・エルヴィン・オイゲン・ロンメル
階級 - 陸軍中将→陸軍上級大将
フランス戦役で活躍した将軍。戦後はパリ占領軍司令部に勤務し、ヴィシー・フランス軍の再編を担当していた。イタリア軍のドイツ侵攻に備え、南方軍総司令官に就任する。
ヨーゼフ・プリラー
階級 - 空軍中佐
第888戦闘航空団司令。エース・パイロットとして常に前線に立つ。ハンナと共に那子の座乗する氷山空母〈自由の女神〉を攻撃する。
ハンナ・ライチェ
階級 - 空軍少佐
ヒトラーお気に入りのパイロットでナチスの広告塔的存在。「女流パイロットの大先輩」として那子からも尊敬されている。
ヒトラーの密命を帯びて那子の元に交渉に赴くも失敗。その後、第888戦闘航空団第二中隊指揮官として那子の命を狙う。

### ソビエト連邦
レフ・トロツキー
首相。前作終盤、レーニンの死を受け最高指導者に就任し、日ソ戦争を終結させた。政権基盤を整えつつあるが、スターリン派や、レーニン時代に抑圧されたコサックの根強い抵抗に曝されており、いつ内戦が起こっても不思議ではない状況に置かれている。
国内の反対勢力のガス抜きと、ドイツとの間に緩衝地帯を設けるという打算の下に、那子の提案を受け入れ東ポーランドの独立を承認する。
コンスタンチン・K・ロコソフスキー
階級 - 陸軍大佐
ソ連を訪問した那子の警備責任者。有能な軍人だが、ワルシャワ出身のポーランド人だったため、粛清の対象として5年間収容所に送られていた。
ナジェンダ・クリーボニス
年齢 - 15歳
バーイダ・コサックの若き族長。父の死を受け跡目を継ぐ。動物と会話することが出来る。
ソ連訪問中の那子を拉致するもその那子に命を救われ、以降は行動を共にしている。族長としての責任感と戦場に生きる覚悟を併せ持ち、果敢に戦闘に参加する強さを持つが、年齢のためか幼さも感じさせる。
ロシア以外のことに興味がなく、那子に同行して出会ったヒトラーを「おじさん」呼ばわりしている。
ドミトリー・マゼーパ
ナジェンダの副官。ナジェンダの父の代から仕えており、彼女を「嬢ちゃん」と呼んでいる。
兵士として朝鮮半島に駐在していた際に爆弾テロに巻き込まれ、顔の皮膚を失ったため頭陀袋を被っている。那子とナジェンダが和解した後は、東ポーランド独立の準備のためブレスト・リトフスクに潜伏している。
リリー・リトヴァク
階級 - 海軍少佐
前作に登場したエース・パイロット。那子とのわだかまりは解け、友人となっている。
摩璃那・リトヴァク（マリナ・リトヴァク）
前作中盤で生まれたリリーとアレクセイの娘。那子が名付け親となった。
ワシリー・サロマーテン
年齢 - 89歳
ナジェンダたちが暮らすグラディオルス村の村長。アレクセイ・サロマーテンの父で摩璃那の祖父。息子の命を奪った那子の人物像を見定めるため、ナジェンダたちに那子の拉致を命じる。
ローザ・ブルボン・レーニャ
『女皇の帝国外伝』に登場したフリーランスのテロリスト。本作では駒条宮公衝に雇われており、澪子の護衛をしている。

### 大英帝国
エリザベス・アレクサンドラ・メアリー
年齢 - 17歳
階級 - 二等准大尉
王女。近衛歩兵第一連隊名誉連隊長。女子国防補助部隊に配属され後方支援を行っている。王族としての義務と役割を理解し、人前では常に冷静さを保っている。
対独戦に備えウィンザー城に避難していたが、そこでドイツ軍の攻撃を受ける。救援に来た那子に救われ、共にエディンバラ城に退避する。父・ジョージ6世の捕縛という事態に直面し、那子に即位を促されるも踏ん切りがつかず躊躇いを見せたが、父王の退位宣言を目の当たりにするにおよび、エリザベス2世として即位。エディンバラを臨時首都に定め、対独戦の指揮を執る。
フィリッポス・マウントバッテン・グリュックスブルク
年齢 - 22歳
階級 - 海軍主計中尉
ギリシャのアンドレアス王子の息子であり、ギリシャ・デンマークの王位継承権を持つ。
戦艦〈ヴァンガード〉に乗艦していたが、那子にウィンザー城までの案内役を頼まれ承諾。その後はエリザベス王女と行動を共にしている。エリザベス王女の想い人であり、後のエディンバラ公フィリップとなる人物。
ヒュー・ダウディング
年齢 - 61歳
階級 - 空軍退役大将→空軍大将
バトル・オブ・ブリテン時の戦闘機集団司令。歯に衣着せぬ言動が災いし、休戦と同時に解任され、退役に追い込まれた。
対独戦の機運が高まりチャーチルに復帰を要請されるが、これを拒絶する。しかし、エリザベス王女に懇願され、断ることが出来ず復帰を承諾。ロンドン防衛の指揮を執る。
ブルース・フレーザー
階級 - 海軍大将
本国艦隊司令長官。乗艦する戦艦〈ロドネー〉に直撃弾を受け戦死。
サー・トーマス・フィリップス
階級 - 海軍大将
日ソ戦争で重傷を負い療養生活を送っていた軍人。復帰後、本国艦隊第二戦艦戦隊司令官に就任。フレーザー提督の戦死を受け、指揮権を掌握する。
ジョン・C・リーチ
階級 - 海軍大佐
日ソ戦争に参戦した軍人。本作では戦艦〈ヴァンガード〉艦長、戦艦〈プリンス・オブ・ウェールズ〉艦長として、ドイツ艦隊と戦う。
ダイアモンド・スペンサー
階級 - 海軍大佐
第二戦艦戦隊旗艦・戦艦〈クイーン・エリザベス〉艦長。
ラドスラフ・ディーデック
階級 - 空軍大佐
日ソ戦争で義勇軍として戦った自由ポーランド軍の軍人。本作では再び編成された英第303飛行中隊指揮官として戦う。
波木 一郎太（なみき いちろうた）
階級 - 空軍飛行軍曹
英第303飛行中隊に所属する自由ポーランド軍の軍人。小桜の弟。
ドーバー海峡でドイツ空軍と戦うが、芳しい戦果を挙げられずにすぐ撃ち落とされてしまう。那子には「飛行機への愛情が足りない」と言われてしまう。ウィンザー城攻防戦では姉・小桜と共闘する。
アロイシャス・パーカーソン
エリザベス王女の執事を務める老人。元MI6の職員で能力も高いが、老いによる体力の衰えが著しい。
ジミー・コーツ
階級 - 陸軍大佐
ウィンザー城の警備責任者。
ピーター・タウンゼント
年齢 - 30歳
階級 - 空軍大佐
マーガレット王女を護衛する侍従武官。
プレスハム・チャップマン
階級 - 陸軍中佐
スコットランド人。エディンバラ城の警備責任者。
ジョージ6世
国王。エリザベス姉妹の父。ドイツ軍のロンドン侵攻で捕虜となる。ラジオ放送でエリザベス王女への譲位を宣言した。
マーガレット
年齢 - 13歳
エリザベス王女の妹。対独戦に備えエディンバラ城に避難していた。
姉と違い甘やかされて育ったため、自制が効かない。同年代のクルト王子に一目惚れし、那子をライバル視するも軽くあしらわれた。
ウィンストン・チャーチル
首相。地下司令部に籠り身の安全を確保する一方、ドイツ軍の侵攻に対しては何ら明確な指示を出さなかった。
アルバート・コッペル
年齢 - 22歳
階級 - 海軍中尉
エセックス伯。チャーチルによって那子の婿候補に擁立される。
前線勤務を忌避し後方勤務を希望するという、貴族の子弟にありがちな人物。世間一般には婿候補の本命と見られているが、本性を知るエリザベス王女からは「臆病者」、ヒトラーからは「屑」と酷評されている。

### アメリカ合衆国
ウィリアム・F・ハルゼー
階級 - 海軍大将
大西洋艦隊司令長官、氷山空母〈自由の女神〉艦長。
日ソ戦争以降、那子の人柄と美貌に惚れ込み、那子の写真を大量に買い集めている。艦橋に那子の写真を飾り、部下たちに一礼することを強制するほど心酔している。
英独戦争では、氷山空母〈自由の女神〉を率いて参戦。議会の反応ばかり気にし、援軍要請を却下するエレノア大統領や元部下のスプルーアンス作戦部長への不満を口にしている。また、新時代の戦争形態に対しても疑問を抱いている。
矢追 淳一郎（やおい じゅんいちろう）
氷山空母を開発したマッド・サイエンティスト。原子力に注目し、原子力機関の運用を推し進めている。技術顧問として氷山空母〈自由の女神〉に搭乗している。
スパーク・M・マツナガ
階級 - 陸軍少尉
ハワイ生まれの日系二世。氷山空母〈自由の女神〉の通信参謀補佐。
グレース・ホッパー
階級 - 海軍少尉
氷山空母〈自由の女神〉の情報処理セクションを担当する女性将校。
ハイマン・G・リッコーバー
年齢 - 37歳
階級 - 海軍中佐
ポーランド系ユダヤ人。核動力推進派であり、矢追博士とは協力関係にある。原子力機関の責任者として原子力潜水艦〈弩101潜〉に搭乗する。
出世コースから外れているため性格が捻くれており、よく毒を吐く。また、一日16時間働かないと気が済まないという仕事中毒者でもある。後に無理やり自由ポーランド海軍に編入させられ、潜水艦〈コシューシコ〉艦長としてUボート部隊と戦う羽目になるが、本人はこうした境遇に辟易している。
トーマス・F・マンテル
階級 - 陸軍少尉
フライング・パンケーキを乗りこなす青年将校で那子の教官。エディンバラ城攻防戦に参戦。
アンナ・エレノア・ルーズベルト
大統領。精力的に活動しているが、軍事に疎いため軍部からは良い顔をされていない。

### イタリア王国
ジュニオ・ヴァレリオ・ボルゲーゼ
年齢 - 37歳
階級 - 海軍中佐
アメリカのイタリア大使館に勤務する駐在武官。門閥貴族の出身で、故郷トスカナでは「皇太子」と呼ばれている。ムッソリーニの指令を受け、氷山空母〈自由の女神〉に乗り込む。那子に心酔しているハルゼーとの相性は悪い。
那子の婿候補の一人だが、結婚に関しては打算で動いており、イタリアの戦略的価値を背景に自身を高く売り付けようと考えている。
アドーネ・デル・チーマ
階級 - 海軍大佐
戦艦〈ローマ〉艦長。欧州合同使節艦隊の一員として訪日。
ベネト・ムッソリーニ
統領。勝ち馬に乗ることしか考えていない利己主義者で、ドイツと日本を天秤に掛けている。そのため、同盟相手であるヒトラーからは信用されていない。

### ヴィシー・フランス
レイモン・ゲルベ・ド・ラフォンド
階級 - 海軍少将
戦艦〈ジャン・バール〉艦長。欧州合同使節艦隊の一員として訪日。
クローン・デ・ラウター
階級 - 陸軍大尉
『女皇の帝国外伝』に登場したヴィシー・フランス軍人。
シャールB1戦車"NAKO"の戦車長としてザールブリュッケン城の警備を担当し、小桜の乗る〈海兎〉を撃墜する。負傷した小桜を救助し、那子に引き渡した。その後ドイツ軍に編入され、ベルリン防衛に当たる。
ジャック・サンテール
階級 - 陸軍上等兵
シャールB1戦車"NAKO"の装填手。
ノエル・ヴァレンバーグ
階級 - 陸軍伍長
シャールB1戦車"NAKO"の測距手。
オクタヴィアン・アメル
階級 - 陸軍少尉
シャールB1戦車"NAKO"の運転手。

### トルコ共和国
ジェラム・バイラム
階級 - 海軍大佐
日ソ戦争に参戦した軍人。本作では、軽巡〈バルバロス〉艦長として英独戦争に参戦する。

### カナダ
ジョン・トゥーゾー・ウィルソン
年齢 - 35歳
階級 - 陸軍中佐
スコットランド系カナダ人。地球物理学の博士号を持つ人物で、「学術調査」の名目で原子力潜水艦〈弩101潜〉に搭乗した。那子の熱心なファン。後にプレートテクトニクス理論を完成させる。

## 登場兵器

### 大日本帝国
〈弩101潜〉
日米合作の原子力潜水艦。那子の訪欧の際に使用される。
〈銀河〉
皇室御召艦。日ソ戦争での損傷および経年劣化が激しく、矢追博士主導の下、アメリカで大規模な改修が行われた。
戦略指揮艦としての役割を重視し、電子機器を導入。砲塔・煙突を撤去し、代わりに対空墳進弾発射装置を設置し、〈海兎〉格納庫を拡張。さらに原子力機関を導入した。
鳳凰
日米合作の大型ヘリ。歩兵20人と軽戦車一輛を輸送可能。機体が"くの字"になっていることから、アメリカでは「フライングバナナ」と呼ばれている。
雷花（ライジングフラワー）
艦対地ミサイルとして開発された有翼誘導弾。
狛犬
三式防空墳進弾。
大蛇（タロス）
二式対艦墳進弾。

### ドイツ第三帝国
〈フリードリッヒ・デア・グロッセ〉/〈グロス・ドイッチェラント〉
Z計画に基き建造されたH級戦艦。
〈グラーフ・ツェッペリン〉/〈ペーター・シュトラッサ〉
空母。
Fl282-N"コリブリII"
軍用ヘリ。那子の歓心を買うため日本に譲渡された。
Fl339"クークッ"
輸送ヘリ。歩兵20人を輸送可能。
ギガントII
大型輸送機。
ホルテンHo229 / ホルテンHo230B
無尾翼戦闘機。ステルス機能を導入している。
38式軽駆逐戦車"ヘッツァー"
チェコの戦車を改造したもの。
ヘンシェルHe293A
誘導爆弾。
V1号 / V2号
戦術・戦略ミサイル。
ファウスト
原子爆弾。核爆発単位Ω（オメガ）。ドイツが開発した「第二の絶滅兵器」。

### ソビエト連邦
赤い犬（クラスナヤ・ストレーヤ）
ペトログラード～モスクワ間を運行する寝台列車。車体を赤で塗装しており、コサックの襲撃を警戒し、装甲車を連結している。
那子を出迎えるため使用された。

### アメリカ合衆国
〈自由の女神（スタチュー・オブ・リバティー）〉
アメリカが単独で開発した氷山空母。北大西洋の覇権を握るため極秘裏に建造され、日本にも完成直前まで知らされていなかった。
P80シューティング・スター
陸軍航空隊初のジェット戦闘機。
マーキュリー1 / マーキュリー2
〈自由の女神〉に装備されているロケット。
プルート
中距離弾道弾。

### 大英帝国
〈プリンス・オブ・ウェールズ〉
日ソ戦争での損傷が激しく、アメリカで改修が行われた。
艦橋以外の構造物を全て撤去し、墳進弾の垂直発射装置を埋め込む。

### トルコ共和国
〈バルバロス〉
軽巡洋艦。アメリカから譲渡された軽巡〈ミルウォーキー〉の艦名を変更したもの。

## 建造物
荒鷲（イーグルス）
日本・横須賀軍港近くの安針塚駅に隣接する外国人軍人専用の宿泊施設。那子が総裁を務める水交社が管理している。
グラディオルス村
ソ連・モスクワから450kmの地点に位置するバーイダ・コサックの拠点。モスクワで政変が起こった場合、即座に攻め込める用意をしている。
ザールブリュッケン城
クルト王子が暮らす城。ザールラント州政府の施設が置かれていたが、現在は秘密警察の管理下にある。
ウィンザー城
エリザベス王女が避難している城。近衛歩兵第二連隊・第12槍部隊・ノーサンプトンシャー衛士隊ら800名が警備している他、周辺の町には退役軍人や宮廷関係者が暮らしており、合計1000名強の兵力を有する。
エディンバラ城
マーガレット王女が避難している城。近衛兵680名が警備している他、国防市民軍4000名が町で暮らしている。

## 用語
日ソ戦争
前作の舞台となった戦争。極東ソ連軍によって日本が占領され、那子率いる多国籍連合軍によって奪還されるまでの9か月間に渡る戦争。
戦後、トロツキー政権は「反逆者・スターリンの暴走」と公式発表し、戦後の国際情勢を睨んだ那子の判断により、これを受け入れた日本政府は賠償金請求権を放棄した。
日本ブーム
日ソ戦争終結後にヨーロッパを中心に発生した、日本の文化や風習を学ぼうとする風潮。今後の対日関係を睨んだ軍人たちが積極的に学んだ。
軍令部第三部第八課
黒磯が所属している部署。ヨーロッパの情報収集を担当している。
婿探し
結婚相手を探すため那子が行った訪欧。一部の人からは「外貨獲得のための人身御供」と非難されたが、真の目的はヨーロッパの平和を実現させるための外交特使としての役割である。
欧州合同使節艦隊
那子の訪欧を護衛するために、ヨーロッパ各国が派遣した艦隊。派遣国はドイツ、イタリア、ヴィシー・フランス、イギリス、トルコ、オランダ、スペイン、ポルトガル。
涙滴作戦（オペレーション・ティアドロップ）
ヒトラーに対英戦争を断念させるために、那子が行った作戦。
ゼーレーベ（あしか）作戦
総統命令41号。1943年10月18日午後3時13分を以て発動された英本土上陸作戦。「ロンドン占領、南部海岸上陸、本国艦隊の撃滅、王室の拉致、チャーチル暗殺」が目的であり、この内2～3項目の達成を作戦成功と定義された。

## 書籍
- 女皇の聖戦 内親王那子様の征途（2011年5月30日発行） ISBN 978-4-02-273966-7
- 女皇の聖戦 内親王那子様の機略（2011年6月30日発行） ISBN 978-4-02-273970-4
- 女皇の聖戦 内親王那子様の凱歌（2011年7月30日発行） ISBN 978-4-02-273971-1